# Unspeakable (album)
Unspeakable è un album studio del 2004 del chitarrista jazz americano Bill Frisell, il suo 22º album in assoluto e il suo 17° ad essere pubblicato dall'etichetta Elektra Nonesuch.
Dopo diversi album che hanno enfatizzato la musica country, folk e blues, Unspeakable ha rappresentato un cambiamento stilistico esplorando il ritmo R&B/funk e un ampio campionamento da oscuri dischi in vinile.
Unspeakable ha vinto il Grammy Award come miglior album jazz contemporaneo nel 2005.
La recensione di Allmusic di Sean Westergaard ha assegnato all'album 4,5 stelle, affermando: "È tutto abbastanza accessibile, ma i fan con orecchie delicate potrebbero essere scoraggiati da alcuni dei momenti più rumorosi dell'album, come il suono della tastiera di Stringbean o la chitarra solista in Old Sugar Bear. Gli altri fan saranno felicissimi di sentire di nuovo un tale frastuono glorioso su un disco di Bill Frisell. Dopo tante cose simili, è semplicemente fantastico sentire Frisell essere spinto in una nuova direzione (e piuttosto un divertimento, per giunta). Consigliato.".

## Tracce
1. 1968 – 4:35
2. White Fang (Frisell, Willner) – 5:39
3. Sundust (Willner) – 2:36
4. Del Close (Frisell, Eric Liljestrand, Willner) – 5:03
5. Gregory C (Frisell, Willner) – 5:38
6. Stringbean (Frisell, Liljestrand, Willner) – 5:57
7. Hymn for Ginsberg – 2:24
8. Alias (Frisell, Liljestrand, Willner) – 7:56
9. Who Was That Girl? – 4:50
10. D. Sharpe – 4:10
11. Fields of Alfalfa" (Frisell, Bernstein, Liljestrand, Walter, Willner) – 3:38
12. Tony (Frisell, Scherr, Wollesen) – 3:37
13. Old Sugar Bear (G.A. Grant, Liljestrand, Willner) – 7:10
14. Goodbye Goodbye Goodbye (Frisell, Teddy Lasry, Willner) – 8:58

## Formazione
- Bill Frisell - chitarre
- Hal Willner - turntables, campionamenti
- Tony Scherr - basso elettrico, chitarra
- Kenny Wollesen – batteria
- Don Alias – percussioni
- Steven Bernstein – tromba
- Briggan Krauss – sassofono baritono
- Curtis Fowlkes – trombone
- Adam Dorn – sintetizzatore
- Jenny Scheinman – violino
- Eyvind Kang – viola
- Hank Roberts – violoncello